# Greg Egan
Greg Egan (ur. 20 sierpnia 1961 w Perth) – australijski programista i pisarz science fiction. 
Egan tworzy hard science fiction. Jego książki poruszają tematy takie jak matematyka, czy ontologia kwantowa, a także natura świadomości, genetyka, symulacja rzeczywistości, transfer umysłu, ludzka seksualność i sztuczna inteligencja.
Jest zdobywcą nagrody Hugo oraz nagrody Campbella. 
Egan ma tytuł licencjata z matematyki, zdobyty na Uniwersytecie Zachodniej Australii.
Obecnie mieszka w Perth.

## Powieści
- An Unusual Angle (1983)
- Kwarantanna(inne języki) (Quarantine, 1992)
- Miasto Permutacji(inne języki) (Permutation city, 1994)
- Stan wyczerpania(inne języki) (Distress, 1995)
- Diaspora(inne języki) (1997)
- Teranezja(inne języki) (Teranesia, 1999)
- Schild's Ladder (2002)
- Incandescence (2008)
- Zendegi (2010)
- Dichronauts (2017)
- The Book of All Skies (2021)
- Scale (2023)
- Morphotrophic (2024)

Trylogia Orthogonal
- The Clockwork Rocket (2011)
- The Eternal Flame (2012)
- The Arrows of Time (2013)

## Nagrody
- Miasto Permutacji: Nagroda Campbella
- Oceanic: Nagroda Hugo, Locus Award